# Théodore-Jean de Clermont-Tallard
Théodore Jean de Clermont-Tallard (?-v.1565), est le fils de Bernardin de Clermont et d'Anne de Husson et le frère de Gabriel de Clermont, évêque de Gap. 

## Biographie
Il fut : 
- abbé commendataire de Saint-Gilles ;
- évêque de Senez (1551-1561)[1] ;
- vice-légat pontifical à Avignon en 1553.

## Sources
1. ↑  Juliette Hermellin, Senez en Haute-Provence : chroniques d’une cité épiscopale aux XVIIe – XVIIIe siècles, Les Alpes de Lumière, 2002, in Les Cahiers de Salagon, no 7,  (ISBN 2-906162-64-7), p. 121